# Provincia vulcanica della Cordigliera settentrionale

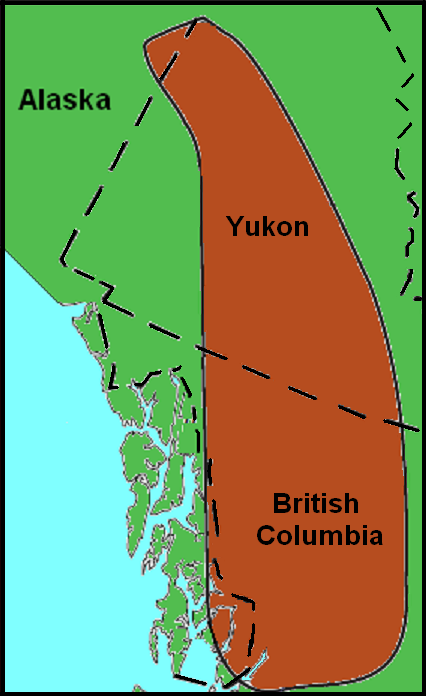
La Provincia vulcanica della Cordigliera settentrionale è identificata dall'area in marrone.

La provincia vulcanica della Cordigliera settentrionale, in passato chiamata provincia vulcanica di Stikine, è una provincia geologica della regione del Nord-ovest Pacifico, situata nella parte occidentale dell'America del Nord, e definita dalla presenza di vulcani risalenti a epoche che vanno dal Miocene all'Olocene.

## Caratteristiche
La cintura vulcanica si estende in direzione nord-nordovest dalla porzione nordoccidentale della Columbia Britannica e dell'Alaska sud-orientale, attraverso lo Yukon e fino alla Census Area di Southeast Fairbanks nell'estrema parte orientale dell'Alaska, in un corridoio ampio un centinaio di chilometri.
È la provincia vulcanica di più recente definizione nella Cordigliera occidentale nordamericana, e si è formata in seguito a un rifting estensionale del continente nordamericano simile ad altre zone vulcaniche di divergenza tettonica, come la Provincia di Basin and Range e il rift dell'Africa orientale.
Anche se la provincia vulcanica riceve il suo nome dalla Cordigliera occidentale, il termine ha la valenza di un raggruppamento geologico piuttosto che geografico. Nella parte più meridionale della provincia si trovano vulcani più grandi e numerosi che nel resto della catena; inoltre la parte settentrionale è meno delineata e descrive un grande arco ad andamento ondeggiante in direzione ovest attraverso la parte centrale dello Yukon.
Almeno quattro grandi vulcani fanno parte della Provincia vulcanica della Cordigliera settentrionale, vale a dire lo stratovulcano Hoodoo Mountain nelle Boundary Ranges, il complesso vulcanico del Monte Edziza sul Tahltan Highland, Level Mountain e Heart Peaks sul Nahlin Plateau. Questi quattro vulcani hanno volumi di oltre 15 km3; il più grande e antico è Level Mountain, che si estende su un'area di 1.800 km2 e ha un volume di oltre 860 km3. Oltre a questi ci sono parecchi vulcani più piccoli, che includono coni di scorie presenti su tutta la provincia vulcanica. La maggior parte di questi coni di scorie è il risultato di un'unica eruzione, al contrario dei grandi complessi vulcanici che invece hanno avuto più di un'eruzione nel corso della loro storia.
La Provincia della Cordigliera settentrionale fa parte della cintura di fuoco dell'Oceano Pacifico, un'area che è sede di intensa attività vulcanica e di fenomeni sismici. Tuttavia normalmente si ritiene che questa Provincia vulcanica sia situata in una lacuna della cintura di fuoco compresa tra l'arco vulcanico delle Cascate a sud e l'arco delle Aleutine a nord. La provincia della Cordigliera include anche oltre un centinaio di vulcani indipendenti che sono stati attivi negli ultimi 1,8 milioni di anni. Almeno tre di questi vulcani hanno eruttato negli ultimi 360 anni, facendo di questa la più attiva area vulcanica del Canada. La scarsità della popolazione presente nell'area, dovuta alla posizione remota, e la ridotta frequenza dei fenomeni hanno fatto sì che non ci siano testimonianze degli eventi, a parte il caso della catastrofica eruzione del Tseax Cone nel XVIII secolo, descritta dalle leggende del popolo Nisga'a.